# José Giménez Zapiola
José Giménez Zapiola (Buenos Aires, 1 de abril de 1997) también conocido como El Purre es un actor y cantante argentino. Es reconocido por sus papeles en las series infanto-juveniles Kally's Mashup (2017-2019), Once (2017-2018), Go! Vive a tu manera (2019) y Entrelazados (2021-2023).

## Biografía
José Giménez Zapiola nació el 1 de abril de 1997 en el barrio de Palermo en Buenos Aires. Es hijo de Fernando Giménez Zapiola y Fernanda Rached, quienes trabajaban en una empresa inmobiliaria y es el menor de once hermanos. A los 14 años, expresó su interés por la música tomando clases de guitarra y canto. Después, a los 17 años, comenzó a estudiar teatro con Hugo Midón y Julio Chávez. Cuando finalizó la escuela secundaria, Giménez se anotó en la Universidad de Palermo para estudiar la carrera de producción en televisión, pero al poco tiempo la abandonó para dedicarse a su formación como actor, por lo que retomó las clases de actuación con Nora Moseinco.

## Carrera profesional

### Carrera actoral
Comenzó su carrera como actor incursionando en obras de teatro independientes, donde tuvo sus primeros papeles en Bullying (2015) en el Auditorio Losada y Orguyo (2015) en el teatro G104. En ese tiempo, fue convocado para protagonizar Chico lindos (2015-2016) en el teatro La Casona Iluminada siendo dirigido por Gabriel Gávila. En 2016, coprotagonizó la obra Ludo, donde interpretó a Jorge en el teatro Laboratorio Marte y ese año tuvo su primera aparición en televisión con un papel pequeño en la telenovela Soy Luna de Disney Channel. Sus siguientes trabajos teatrales fueron Chicos feos: volumen 1 (2017) y H de Hotel (2017).
En 2017, luego de un casting, obtuvo el papel Tomás «Tommy» Greco en la serie musical Kally's Mashup de Nickelodeon, el cual le dio mayor visibilidad en el público infantojuvenil. Ese mismo año, apareció en el cortometraje Virgen dirigido por Nicolás Amelio-Ortiz y tuvo un cameo en la película Barrefondo de Jorge Leandro Colás. Asimismo, consiguió el papel de Alejandro Vidal Golormi en la serie Once de Disney XD, el cual interpretó hasta el 2018. Seguidamente, protagonizó Entrevista 2.0 (2018) en Microteatro y Épica en el teatro Laboratorio Marte. Ese mismo año, Giménez realizó un reemplazo en algunas funciones de la obra La reina del pabellón dirigido por Gonzalo Demaría.
Su siguiente trabajo fue en la reconocida serie juvenil de Netflix, Go! Vive a tu Manera donde jugó el papel de Álvaro Paz, un basquetbolista que al mismo tiempo tiene pasión por la música. Ese año, también formó parte de la adaptación teatral de la serie titulada Go!, En vivo la cual se embarcó en una gira por Argentina, Uruguay, Chile, Perú y Brasil y coprotagonizó la película Go! La fiesta inolvidable  dirigido por Mauro Scandolari.
En 2020, realizó una participación especial en la miniserie web Adentro emitida por YouTube y formó parte del elenco principal de la serie Tunnel Vision de TNT. Al mismo tiempo, fue convocado para protagonizar junto a Patricio Arellano la obra musical El regreso del joven príncipe en el teatro Broadway, siendo dirigido por Dalia Elnecavé. Ese mismo año, se anunció que sería el protagonista de la serie dramática Mi amigo hormiga en el papel de Julián Ramírez. En 2021, Giménez protagonizó junto a Malena Ratner la obra teatral Pompidú en el Centro Cultural General San Martín, poniéndose en el papel de Inti. 
Luego, en noviembre de 2021, se estrenó la serie musical adolescente Entrelazados de Disney+, en la cual interpretó el papel de Marco Resco, un músico y el interés romántico de la protagonista. En 2022, Giménez formó parte del elenco de la telenovela El primero de nosotros de Telefe, donde personificó a Pedro Reinoso, un adolescente que descubre que su padre es homosexual. Después, participó de la adaptación teatral de la serie Entrelazados en el teatro Gran Rex, repitiendo su rol como Marco.
En 2023, Giménez protagonizó la película dramática Nene revancha, en la cual jugó el papel de Orestes «Nene» Rojas, un boxeador que busca vengar la muerte de su padre. Ese mismo año, fue convocado para integrar el elenco de la obra musical Mamma Mia! encarnando el rol de Sky Rymand.

### Carrera musical
En octubre de 2020, tras firmar con Pirca Records, Giménez comenzó su carrera musical bajo su nombre artístico «El Purre», lanzando como primer sencillo una canción titulado «Enamorado», que fue producida por Luis Burgio y Nano Novello. En 2021, estrenó los sencillos «Tipo con suerte» y «La botellita», esta última en colaboración con la cantante argentina Camilú. Luego de un año sin lanzar música, en octubre de 2022, El Purre publicó la canción «No me sueltes» junto al cantante español Muerdo, que fue promocionado como el primero sencillo de su material discográfico. En febrero de 2023, lanzó como su segundo sencillo «Saber cómo estás» en colaboración con la banda de rock argentina Cruzando el Charco. El 3 de agosto de ese año, El Purre publicó su primer extended play titulado Ep en simultáneo con su tercer sencillo «Quisiera verte».
En 2023, El Purre comenzó a trabajar en su álbum de estudio debut, lanzando en octubre el primer sencillo llamado «Cambiar el mundo». En diciembre de ese año, estrenó el sencillo «No me mires así» producido por Mateo Rodo. El 4 de abril de 2024, El Purre lanzó el tercer sencillo «Cuando vos no estás» en colaboración con el cantante argentino Coti. Finalmente, una semana después, publicó su primer álbum de estudio titulado Nuestro truman show.

## Filmografía

### Cine
| Año  | Título                                  | Papel                | Notas                 |
| ---- | --------------------------------------- | -------------------- | --------------------- |
| 2017 | Virgen                                  | Matías               | Cortometraje          |
| 2017 | Barrefondo                              | Nicolás              |                       |
| 2019 | Go! La fiesta inolvidable               | Álvaro Paz           |                       |
| 2020 | Guía de una niñera para cazar monstruos | Niñero argentino     |                       |
| 2023 | Nene revancha                           | Orestes «Nene» Rojas |                       |
| 2023 | Entrelazados Live                       | Marco Resco          | Película de concierto |
| TBA  | Tú                                      | Leo                  | Posproducción         |

### Televisión
| Año       | Título                 | Papel                   | Notas                                                 |
| --------- | ---------------------- | ----------------------- | ----------------------------------------------------- |
| 2016      | Soy Luna               | Chico en el bar         | Episodio: «Una decisión muy apresurada, sobre ruedas» |
| 2017-2019 | Kally's Mashup         | Tomás «Tommy» Greco     |                                                       |
| 2017-2018 | Once                   | Alejandro Vidal Golormi |                                                       |
| 2019      | Go! Vive a tu manera   | Álvaro Paz              |                                                       |
| 2021      | Mi amigo hormiga       | Julián Ramírez          |                                                       |
| 2021-2023 | Entrelazados           | Marco Resco             |                                                       |
| 2022      | El primero de nosotros | Pedro Reinoso           |                                                       |
| 2024      | Cromañón               | Lucas Binder            |                                                       |
| 2025      | Envidiosa              | Maxi Pasini             |                                                       |
| TBA       | Yiya                   | Gerardo                 | Próxima serie                                         |

### Web
| Año  | Título        | Papel            | Notas                |
| ---- | ------------- | ---------------- | -------------------- |
| 2020 | Adentro       | Martín           | Episodio: «¿Afuera?» |
| 2020 | Tunnel Vision | Demian Hernández |                      |

### Videos musicales
| Año  | Video                  | Papel                 | Artista          |
| ---- | ---------------------- | --------------------- | ---------------- |
| 2016 | «No intentes regresar» | Interés amoroso       | Valen Etchegoyen |
| 2020 | «Policía»              | Oficial de policía    | Emilia           |
| 2020 | «2:50»                 | Encargado de limpieza | MYA              |

## Teatro
| Año       | Título                        | Papel           | Lugar                              |
| --------- | ----------------------------- | --------------- | ---------------------------------- |
| 2015      | Bullying                      | Demian          | Auditorio Losada                   |
| 2015      | Orguyo                        | Corista         | Teatro G104                        |
| 2015-2016 | Chicos lindos                 |                 | La Casona Iluminada                |
| 2016      | Ludo                          | Jorge «Jorgito» | Laboratorio Marte                  |
| 2017      | Chicos feos, volumen 1        |                 | Teatro Polonia                     |
| 2017      | H de Hotel                    |                 | Laboratorio Marte                  |
| 2018      | Entrevista 2.0                |                 | Microteatro                        |
| 2018      | Épica                         |                 | Laboratorio Marte                  |
| 2018      | La reina del pabellón         | Bebe Orozco     | Portón de Sánchez                  |
| 2019      | Go! En vivo                   | Álvaro Paz      | Gira internacional                 |
| 2020      | El regreso del joven príncipe | Príncipe        | Teatro Broadway                    |
| 2021      | Pompidú                       | Inti            | Centro Cultural San Martín         |
| 2022      | Entrelazados Live!            | Marco Resco     | Teatro Gran Rex                    |
| 2023-2025 | Mamma Mia!                    | Sky Rymand      | Teatro Luxor / Teatro Coliseo      |
| 2024-2025 | Lo normal                     | Pedro           | El Método Kairós / Teatro Picadero |

## Discografía
| Álbum de estudio - 2024: Nuestro truman show Extended play - 2023: Ep |

## Premios y nominaciones
| Año  | Organización                  | Categoría                                 | Trabajo      | Resultado | Ref(s) |
| ---- | ----------------------------- | ----------------------------------------- | ------------ | --------- | ------ |
| 2018 | Kids' Choice Awards Argentina | Chico trendy                              | Él mismo     | Ganador   | [ 31 ] |
| 2022 | Produ Awards                  | Mejor actor protagónico infanto / juvenil | Entrelazados | Nominado  | [ 32 ] |
| 2023 | Produ Awards                  | Mejor actor protagónico infanto / juvenil | Entrelazados | Nominado  | [ 33 ] |
| 2025 | Premios Estrella de Mar       | Revelación                                | Mamma Mia!   | Ganador   | [ 34 ] |